# Dinastija Évreux
Dinastija Évreux bila je ogranak francuske dinastije Capet, a poznata je po vladavini Kraljevinom Navarom. Dinastiju je osnovao Luj, grof Évreuxa; Luj je bio sin kralja Filipa III. Francuskog.

## Značajni članovi
- Ivana d'Évreux, kći grofa Luja, francuska kraljica
- Filip Navarski, sin grofa Luja, muž navarske nasljednice Ivane II.
- Karlo II., kralj Navare
- Blanka I. Navarska[1]